# Мутин, Ильдархан Ибрагимович
Ильдархан Ибрагимович Мутин (баш. Илдархан Ибраһим улы Мутин; 1888—1938) — один из лидеров Башкирского национального движения, член Башкирского Правительства, общественный и государственный деятель.

## Биография
Родился в семье юртового старшины Гирейской волости Ибрагима Габдрашитовича Мутина в деревне Такталачук Мензелинского уезда Уфимской губернии (ныне Актанышский район РТ). Происходил из башкирского рода Мутиных. По национальности — башкир.
Окончил 4-классное городское училище в Мензелинске.
После Февральской революции, Ильдархан Мутин становится активным участником Башкирского национального движения. 20 июля 1917 года в Оренбурге на I Башкирском курултае в составе 6 человек было избрано Башкирское центральное шуро, среди которых был Ильдархан Мутин. Во время работы III Всебашкирского курултая был избран в состав предпарламента — Малого Курултая.
В феврале 1918 года вместе с другими членами Башкирского правительства Ильдархан Ибрагимович был арестован Оренбургским губернским военно-революционным комитетом. После освобождён объединёнными казаками и башкирскими частями.
Ильдархан Мутин был участником конференции башкирской молодежи, созванной 1 сентября 1918 года для рассмотрения вопроса восстановления молодежной организации «Тулкын».
В июле 1918 года становится заместителем председателя Башкирского военного совета, а в августе назначается исполняющим обязанности председателя Башкирского военного совета. В сентябре 1918 года Мутина назначают заведующим финансовым отделом Башкирского правительства.
После подписания договора марта 1919 года Башкирского Правительства с Советской Россией, Ильдархан Мутин сначала работает народным комиссаром внутренних дел, с апреля — социального обеспечения Башревкома Автономной Башкирской Советской Республики (АБСР).
В июне 1919 года его назначают членом Совета уполномоченных Башкирского военно-революционного комитета, где занимался организацией волостных советов в Башкирской республике.
В сентябре 1919 года он работает заместителем народного комиссара продовольствия АБСР, одновременно в декабре заместителем уполномоченного «Башкиропомощи».
В июне 1920 года после выхода декрета ВЦИК и СНК РСФСР «О государственном устройстве Автономной Советской Башкирской Республики», в знак протеста Ильдархан Мутин, вместе с другими членами Башревкома, покинул свой пост и выехал в Среднюю Азию, где работал в отделе народного просвещения Кермининского округа Бухарской республики.
С 1921 года Ильдархан Ибрагимович работает председателем правления, затем с 1922 года уполномоченным Башцентросоюза и Башкирского СНХ в Москве. В 1923 году становится членом правления инвалидной кооперации БАССР. С 1926 года Мутина назначают заместителем заведующего Башторга представительства в Москве.
В 1938 году Мутин Ильдархан Ибрагимович репрессирован по обвинению в участии в антисоветской башкирской националистической организации и 3 февраля того года расстрелян.